# Pohlia camptotrachela
Pohlia camptotrachela là một loài Rêu trong họ Bryaceae. Loài này được (Renauld & Cardot) Broth. miêu tả khoa học đầu tiên năm 1903.